# Президентський палац (Тайбей)
25°02′24″ пн. ш. 121°30′43″ сх. д. / 25.040009314824° пн. ш. 121.51195002908° сх. д.
Президентський палац у Тайбеї (кит. спр. 中华民国 总统府; кит. трад. 中華民國 總統府; піньїнь Zhōnghuá Mínguó Zǒngtǒngfǔ) — резиденція Президента Китайської Республіки, розташована в районі Чжунчжен міста Тайбей, Тайвань.

## Історія

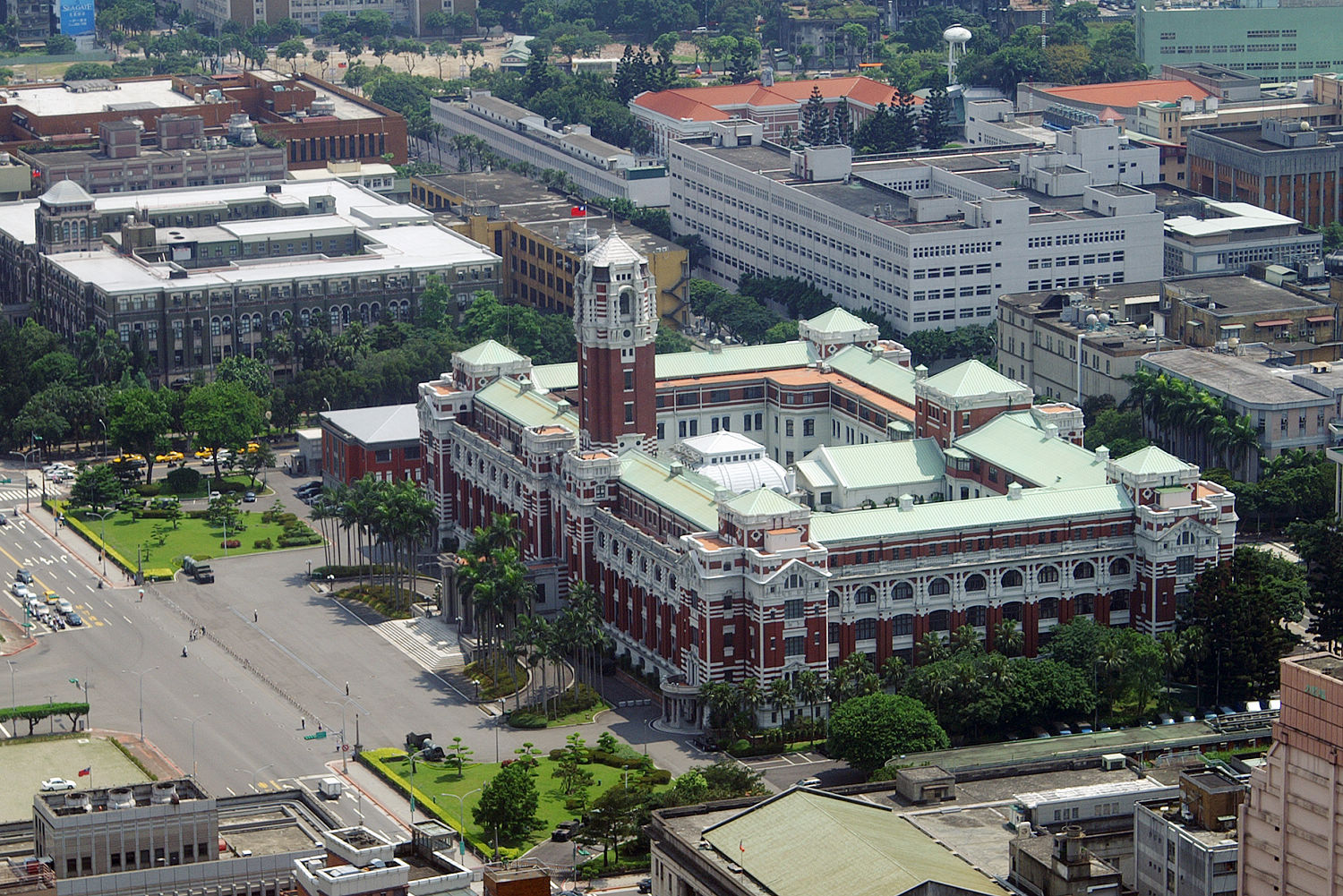

Будівля, побудована в 1912—1919 роках, спочатку була резиденцією японського генерал-губернатора Тайваню. Зазнавши невеликих пошкоджень під час Другої світової війни, палац був відновлений після приєднання Тайваню до Китаю в 1945 році. У 1946 році, з нагоди 60-річчя Чан Кайші, його назвали павільйоном Чі Шоу. Після евакуації Гоміньдану на Тайвань у 1949 році будівля стала резиденцією Президента Республіки Китай. У 2006 році його назву змінено на офіс президента Республіки Китай.
Будівля Офісу президента займає площу 6930 м² і оформлена в червоно-білих тонах. Стилістично належить до неоренесансної архітектури. Палац має п'ять поверхів і увінчаний з фасаду 11-ярусною вежею заввишки 60 метрів. Всередині має два дворики. У 1998 році будівлю оголосили пам'яткою історії та відкрили для відвідування.